# Sematophyllum brachytheciiforme
Sematophyllum brachytheciiforme är en bladmossart som beskrevs av Brotherus 1925. Sematophyllum brachytheciiforme ingår i släktet Sematophyllum och familjen Sematophyllaceae. Inga underarter finns listade i Catalogue of Life.